# Feldküche
Die Feldküche (lateinisch culina castrensis) ist eine Hilfseinrichtung der militärischen und auch zivilen Versorgungsinfrastrukturen, die oft als Militärfahrzeug transportabel ist. Feldküchen sind für die Truppenteile im Feld eingerichtete Küchen. Sie sind ein Bestandteil von Militärlogistik und dienen der Truppenverpflegung.

## Beschreibung
Feldküchen können als Anhänger oder als Kraftfahrzeug beweglich sein. Im Betrieb der Feldküche handelt es sich um einen meist provisorischen, oft unter freiem Himmel angelegten Ort, an dem warme Nahrung zubereitet wird. Wichtigstes Gerät von Feldküchen ist der Feldkochherd, auch „Gulaschkanone“ genannt. Der Betrieb von Feldküchen wird in ähnlicher Art auch von Feldbäckereien wahrgenommen.

## Entwicklungsgeschichte

### Feldküchen von Altertum bis in das 19. Jahrhundert

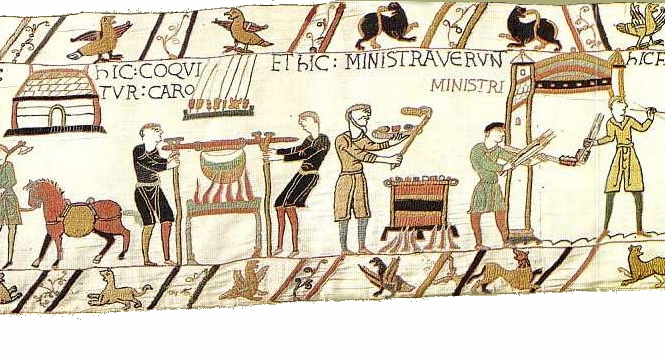
Verpflegungszubereitung auf dem Teppich von Bayeux (um 1070)

Truppenverpflegung war schon im Altertum ein notwendiger Aspekt bei der Kriegsführung. Die Entstehungszeit von Feldküchen ist ungewiss, obwohl man bereits früh von gemeinschaftlicher Zubereitung der Speisen ausgehen kann. Die Verpflegung der Römer im Felde war in Zeltgemeinschaften der Contubernium organisiert. Von den Römischen Legionen ist die Entwicklung des Quartiermeisterwesens bekannt, welches von den Praefectus castrorum wahrgenommen wurde. Die Position wurde unter Augustus mit dem erklärten Ziel eingerichtet, die Militärverwaltung mit professionellen Berufssoldaten zu besetzen. Mit der Entwicklung größerer Heere wurde es notwendig, für die Versorgung des Militärs entsprechende Einrichtungen zu betreiben, deren Umfang und Mobilität an den Bedürfnissen und Beweglichkeit der jeweiligen Kriegsschauplätze ausgerichtet werden musste.
In der ersten Hälfte des 19. Jahrhunderts wuchs die Erkenntnis beim Militär, dass für Krankheiten bei Soldaten die mangelhafte Zubereitung von Nahrungsmitteln häufig mitverantwortlich war. In verschiedenen Armeen wurden daher Versuche mit Feldküchensystemen gemacht. In der Beilage zum Brief vom 19. Februar 1814 an seinen Landesherrn Herzog Carl August (WA 4.Abt. 24. Band Seite 167) beschreibt Goethe den Bau einer ersten „Feldfuhrküche“. Am 19. Januar 1818 (widersprüchlich 30. Dezember 1813) dokumentierte Goethe in seinem Tagebuch mit Friedrich von Kurkowski-Eichen einen Konstrukteur einer fahrbaren Feldküche, die 243 Thaler und zwei Groschen Preußische Courant kosten sollte.
In der Schweiz gab es bereits in den 1880er Jahren kleinere Feldküchen. In Deutschland stellte der Major Hahn 1889 eine „Feldkochmaschine“ vor, die verschiedene Preise gewann. Kaiser Wilhelm II. widmete sich ebenfalls der Problematik: „Nicht unerwähnt lassen will ich auch die Einführung der fahrbaren Feldküche, die ich zuerst gelegentlich eines Manövers in der russischen Armee gesehen hatte. Sie war für die Erhaltung der Schlagfähigkeit des Heeres von größter Bedeutung, da die Möglichkeit ausreichender Ernährung unsere Mannschaft frisch und gesund erhielt.“ In Russland experimentierte man mit solchen Einrichtungen seit den 1890er Jahren mit dem von Stabskapitän Kowalow konstruierten System. In beiden Fällen wurden die Küchen nicht offiziell eingeführt. 

### Feldküchen von Anfang bis Mitte des 20. Jahrhunderts

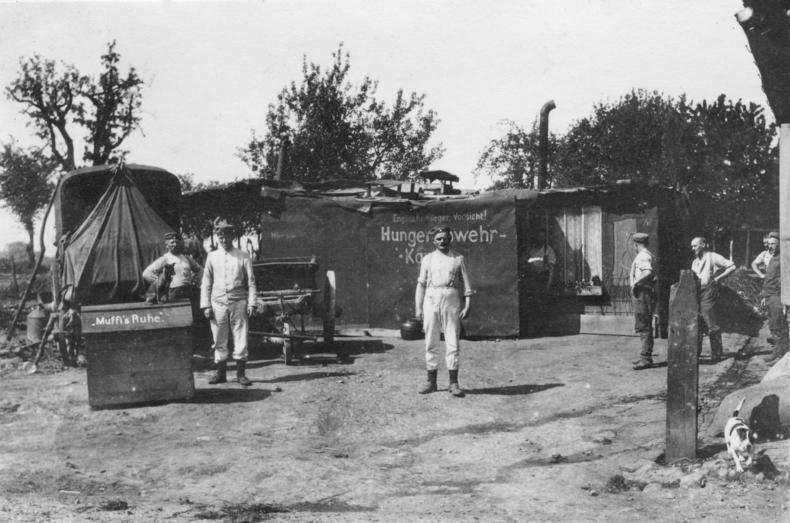
Deutsche Feldküche in Flandern, 1915

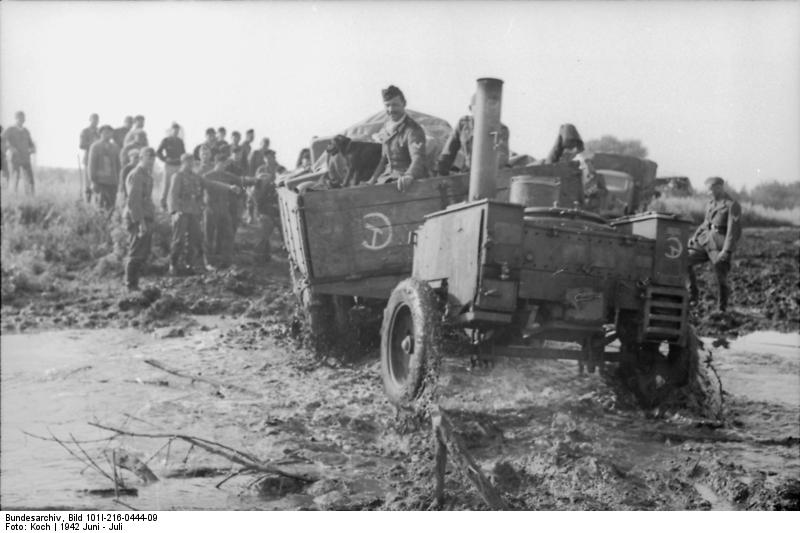
Deutsche Feldküche an der Ostfront, 1942

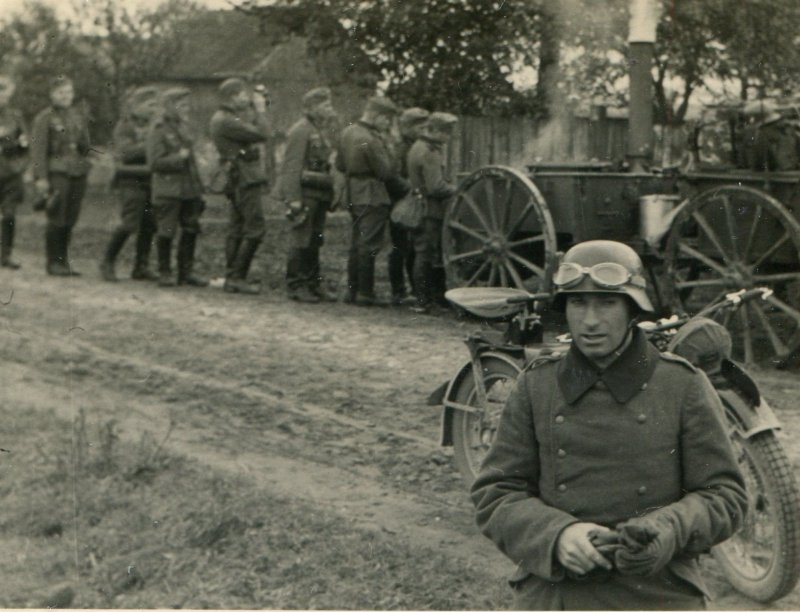
Gulaschkanone zur Truppenversorgung (1939–1945)

Anfang des 20. Jahrhunderts hatte jede Kompanie oder Batterie eine Feldküche. Diese war organisatorisch der Gefechtsbagage zugeteilt. Die Feldküche führte auch eine dritte Eiserne Ration für jeden Soldaten mit, die gegebenenfalls während des Einsatzes zubereitet wurde. Damit wurde auch das Marschgepäck der Soldaten entlastet. Ein Nachteil war, dass sich so der Tross vergrößerte.
Die russische Armee setzte daher erstmals während des Russisch-Japanischen Krieges von 1904/05 Feldküchen ein. Noch während des Krieges wurde diese Neuerung von den Japanern übernommen. In Österreich-Ungarn wurde die 1909 von Manfréd Weiss auf dem Druckkochprinzip konstruierte Feldküche M.1909 bei der k.u.k. Armee eingeführt.
Ein vor und während des Ersten Weltkrieges gebräuchliches Modell, die Kleine Feldküche (Hf. 12), war zweispännig. Die Große Feldküche (Hf. 11) wurde noch vor Kriegsbeginn mit zwei schweren Zugpferden zwei-, später mit je zwei leichten und zwei schweren Zugpferden vierspännig gefahren. Es wurde vom Bock gefahren und bestand aus einem vorderen Wagen mit Protzkasten und einem hinteren Wagen mit der eigentlichen Kocheinrichtung, Brennstoff und Zubehör. Beide Teile waren halbstarr miteinander verbunden. Im Protzkasten befand sich die dritte Eiserne Portion. Der Hinterwagen verfügte über einen Koch- und einen Kaffeekessel. Beide Feldküchenmodelle wurden unverändert von der Wehrmacht übernommen. Für die motorisierten Einheiten wurden die Feldküchen auf Gummibereifung umgestellt und als Einachsenanhänger angekuppelt. Bei den schnellen Truppen war die Montage der Gulaschkanone auf der Ladefläche eines Lkw oder eines Halbkettenfahrzeugs üblich.
Während des Ersten Weltkrieges fuhren die Feldküchen meist in der Dämmerung oder nachts so nah wie möglich an die Front. Die Feldküchen wurden soziale Treffpunkte zum Austausch von Neuigkeiten unter den Soldaten. Auch die Post wurde dort ausgegeben. Diese ungeschützte Ansammlung von Soldaten machten die Küchen zu einem Ziel der gegnerischen Artillerie. Daher durften teilweise nicht alle Essenholer der Kompanien gleichzeitig die Küche aufsuchen. Während der Schlacht um Verdun hielten sich wegen der Gefährdung erfahrene Soldaten möglichst von den Küchen fern. Häufig war es nicht möglich, dass die Feldküchen nah an die Front herankamen. Daher mussten die Mahlzeiten über recht weite Strecken an die Front gebracht werden. Dort kam das Essen häufig nur noch kalt an.

### Feldküchen von Mitte des 20. Jahrhunderts bis in das 21. Jahrhundert

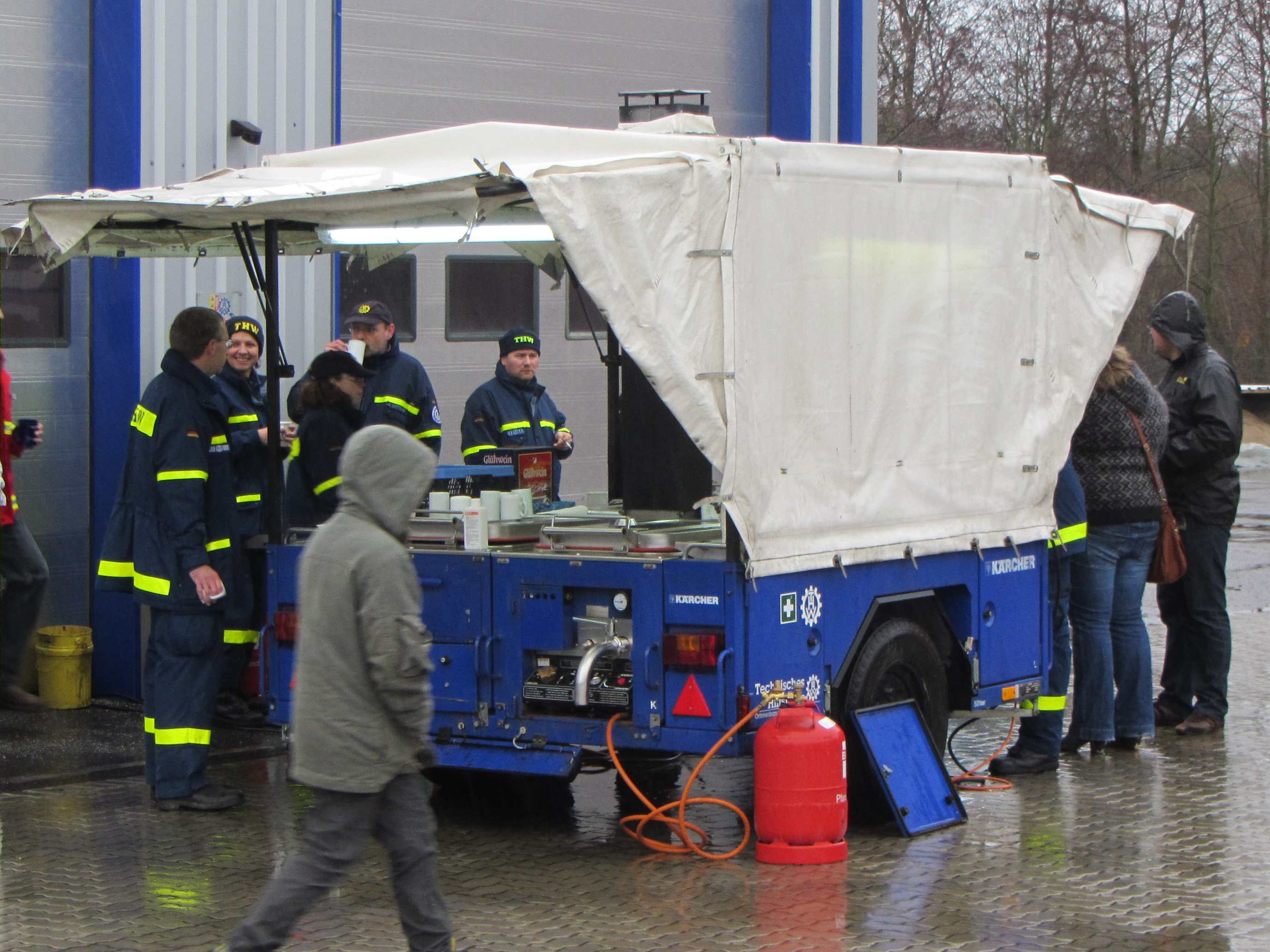
Moderne Feldküche des Technischen Hilfswerks, 2012

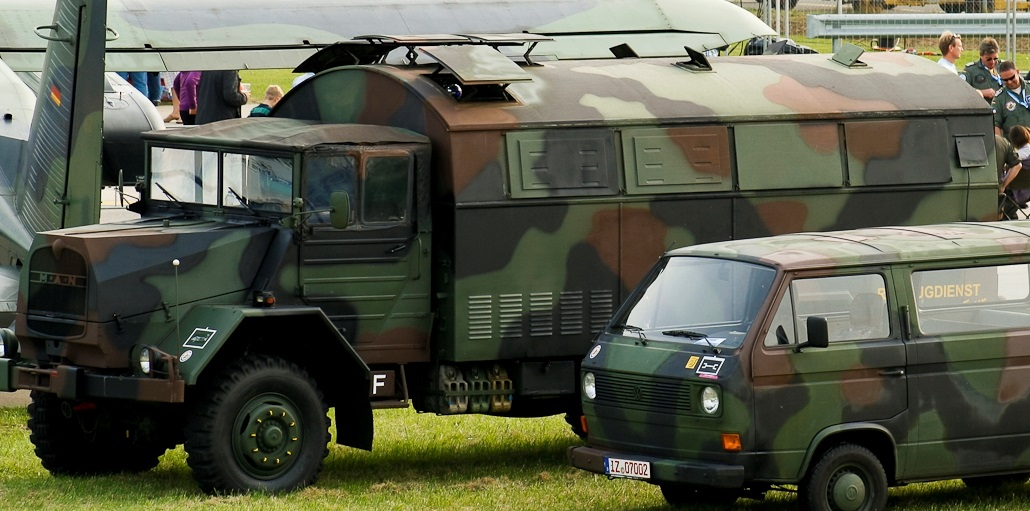
Feldküche der Bundeswehr auf 5-Tonner-Lkw MAN 630L2A

Mitte des 20. Jahrhunderts waren bedingt durch Kriegseinwirkungen sehr viele Feldküchen von militärischen Beständen verschlissen, verbraucht oder sonst wie beschädigt. Die meisten veralteten Gerätschaften wurden verschrottet, sofern sie nicht noch zur Notversorgung von Zivilbevölkerung oder Kriegsgefangenen genutzt wurden. Ab den 1950er-Jahren wurden die Bundeswehr und der deutsche Zivilschutz mit neuen Feldküchen ausgestattet. Die Brennstoffversorgung der Feldküchen wurde dabei zumeist auf flüssigen Brennstoff oder auf Gasbetrieb umgestellt, wie dies vom FKH/54 des Herstellers Roeder oder vom FKH/57 des Herstellers Progress bekannt ist.
Feldküchen werden weiterhin im Zivil- und Katastrophenschutz eingesetzt, zum Beispiel im Betreuungsdienst oder eigenständigen verpflegungsdienstlichen Einheiten. Bei Volksfesten oder Brauchtumsveranstaltungen in offenem Gelände werden Feldküchen gelegentlich auch privat mit alten Volksrezepten für Gulaschkanonen genutzt. Im 21. Jahrhundert wurden sukzessive Aluminimkocheinsätze gegen solche aus Edelstahl ersetzt, wie dies auch allgemein beim Essgeschirr (Militär) der Fall ist.

## Hersteller und bekannte Modellvarianten
Bekannte deutsche Hersteller von Feldküchen waren das Senkingwerk in Hildesheim,  der ehemalige Darmstädter Großküchenhersteller Gebrüder Roeder, das Unternehmen Haas & Sohn (Neuhoffnungshütte) aus Sinn und im Ersten Weltkrieg die Vereinigte Eschebach‘sche Werke Aktiengesellschaft (VEWAG) in Dresden und Radeberg. Das Modell FKH/57 wurde von dem Unternehmen Progress hergestellt. Für das Feldkochgerät M 37 wird u. a. Haas & Sohn als Hersteller genannt.
- Belgisches Feldküchen-Gerät
  - Belgische Feldküche (WK 2)

- Deutsches Feldküchen-Gerät
  - Hf. 11
  - Hf. 12
  - Hf. 13
  - Hf. 14
  - Sonderanhänger 401
  - Röder Feldküche 1934
  - Sd.Ah. Backwagen
  - Sd.Ah. 35 Teigknetwagen
  - Feldkochherd 13
  - Feldkochherd 2
  - Feldbackwagen 97
  - Kärcher Feldküche

- Finnisches Feldküchen-Gerät
  - Feldküche M1929

- Französisches Feldküchen-Gerät
  - Cuisine roulante modele 1917
  - Cuisine roulante modele 1917-1930 (Geneste Herscher)
  - Cuisine roulante modele 1938 (Modele 1916-36)

- Japanisches Feldküchen-Gerät
  - Feldküche Typ 97
  - Feldküche No.1

- Polnisches Feldküchen-Gerät
  - Feldküche wz. 1923
  - Feldküche wz. 1931
  - Feldküche wz. 31 SAM
  - Feldküche wz. 1936

- Österreich-Ungarisches Feldküchengerät
  - Karrenfeldküche M. 1917
  - Feldküche M. 1909
  - Armee-Fahrküche M. 1909
  - Karrenfeldküche M. 1915
  - Feldküche M. 17/36B
  - Feldbackofen M. 01-29
  - Feldküche M. 1910

- Tschechoslowakisches Feldküchengerät
  - Feldküche M 09
  - Kl. Feldküche M 17
  - Gr. Feldküche mit drehender Platte

- Russisch-Sowjetisches Feldküchengerät
  - Feldküche System Bruna (1898)
  - Feldküche System Marguschin (1910)
  - Feldküche System Grum-Gryzhimaild (1912)
  - Feldküche Kavalerie-Typ M 1936
  - Feldküche PK-39 (1939)
  - Feldküche 2KO (1931)
  - Feldküche 2KO-U (1931)
  - Feldküche KP-3-37 (1937)
  - Feldküche PK-Ch-40 (1940)
  - Feldküche KP-41 (1941)
  - Feldküche KP-42 (1942)
  - Feldküche KP-42 M (1946)
  - Feldküche KP-2-48 (1948)
  - Feldküche KP-2-48 H
  - Feldküche KP-49 (1949)
  - Feldküche KP-125
  - Feldküche KP-130 (1986)
  - Feldküche KP-120 P

## Trivia
Als Chuckwagon wurden historische Feldküche für Cowboys und Landarbeiter in den USA bezeichnet.